# Dionychoscelis venata
Dionychoscelis venata is een vlinder uit de familie spinneruilen (Erebidae), onderfamilie beervlinders (Arctiinae). De wetenschappelijke naam van de soort is voor het eerst geldig gepubliceerd in 1921 door Aurivillius.
Deze nachtvlinder komt voor in tropisch Afrika.